# Machaeranthera riparia
Machaeranthera riparia là một loài thực vật có hoa trong họ Cúc. Loài này được (Kunth) A.G.Jones mô tả khoa học đầu tiên năm 1983.